# ارت‌لینک
ارت‌لینک (انگلیسی: EarthLink) شرکت مخابرات آمریکایی است، که در سال ۱۹۹۴ تأسیس شد.